# إما فوجيساوا
إما فوجيساوا (باليابانية: 藤澤恵麻) هي عارضة وعارضة أزياء وممثلة يابانية، ولدت في 26 ديسمبر 1982 في اليابان.

## وصلات خارجية
- إما فوجيساوا على موقع IMDb (الإنجليزية)
- إما فوجيساوا على موقع روتن توميتوز (الإنجليزية)
- إما فوجيساوا على موقع ألو سيني (الفرنسية)
- إما فوجيساوا على موقع أول موفي (الإنجليزية)
- إما فوجيساوا على موقع قاعدة بيانات الفيلم (الإنجليزية)